# Лихославльский радиаторный завод
Лихославльский радиаторный завод (ЛРЗ) — российское предприятие в городе Лихославле Тверской области, специализирующееся на производстве и ремонте радиаторов и отопителей для любых транспортных средств. Один из ведущих производителей теплообменников для автомобильной промышленности России. Основные потребители продукции являются автозаводы «Москвич», «ЗИЛ», «ГАЗ», «КАМАЗ», Минский тракторный завод. Кроме того, по спецзаказам изготавливаются радиаторы для военной техники.

## История
Завод основан в 1959 году в городе Лихославль. Перед предприятием поставлена задача освоить производство всех марок радиаторов к автомобилям «Москвич» и полностью обеспечить потребность в них автозавода «Москвич». Первым директором завода был А. Г. Чмутов (1900—1972). С самого своего основания ЛРЗ является ведущим предприятием Лихославля.
В следующие годы завод успешно развивался, будучи единственным в стране специализированным предприятием по выпуску медно-латунных автомобильных радиаторов и отопителей. Здесь впервые была освоена технология производства паяных алюминиевых радиаторов. В 1974 году переоборудованный завод вошёл в Производственное объединение «Москвич»". Количество работающих на заводе возросло с 68 человек в 1959 году до 1200 в 2003 году.
В 2014 году на заводе запущена в работу современная печь спекания алюминиевых радиаторов по технологии Nocolok, позволяющей за один процесс пайки получить теплообменник, отвечающий самым передовым требованиям.
У завода есть две торговые марки, одна из которых — ЛР («Лихославльский радиатор»). На ЛРЗ имеется 3 сборочных и 1 прессово-заготовительных цехи, 4 участка вспомогательного производства. Изделия завода экспортируются в 33 страны мира.
Завод участвует в различных благотворительных акциях. В марте 2022 года была отправлена гуманитарная помощь для граждан ДНР и ЛНР.
В октябре 2008 года ОАО «ЛРЗ» наряду с ОАО «Элтра-Термо» вошёл в производственную компанию «Прамотроник», занимающуюся разработкой, производством и сервисном обслуживании современных климатических систем.